# Ruimtevaartcentrum

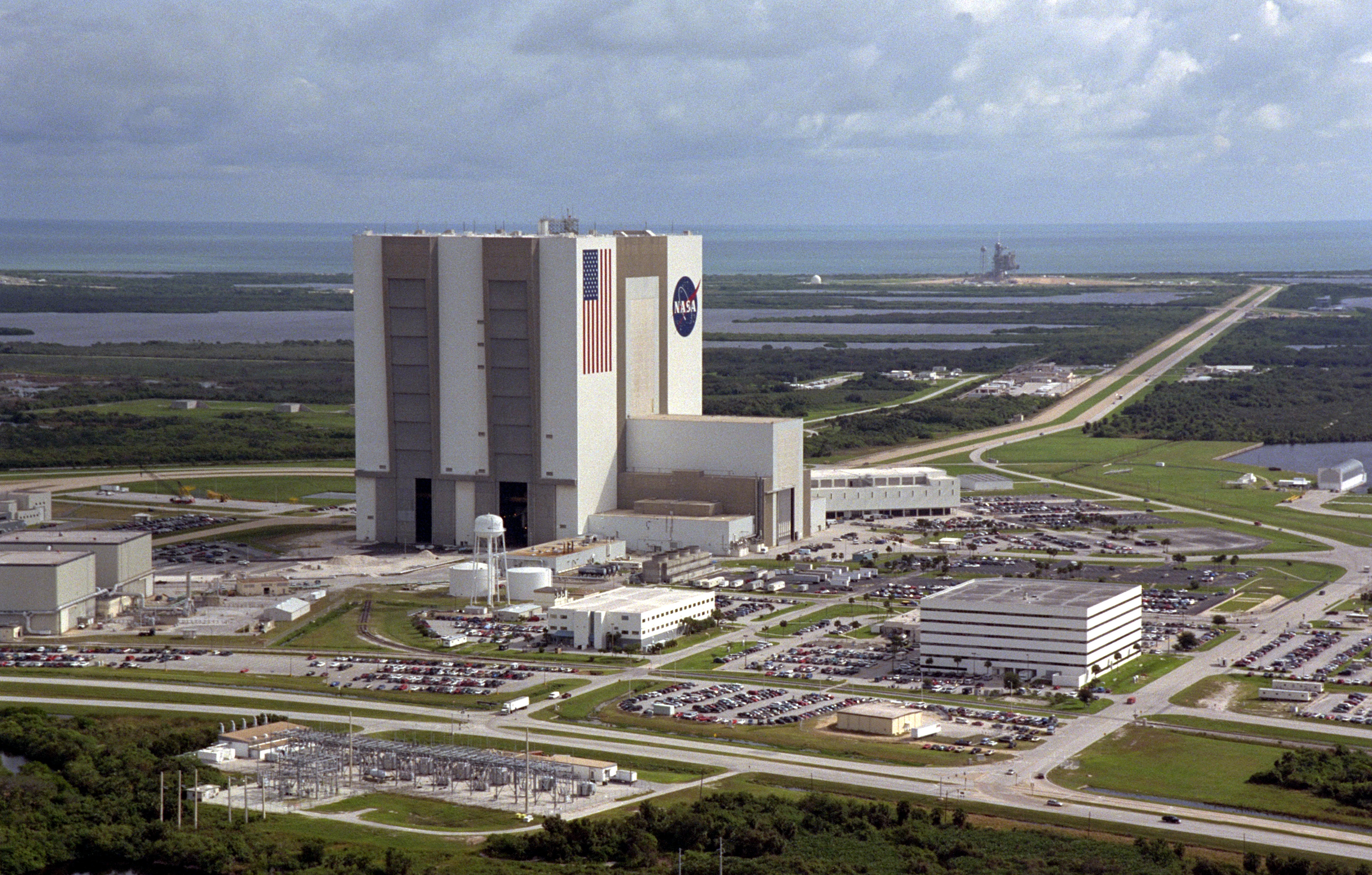
Luchtfoto ruimtevaartcentrum

Een ruimtevaartcentrum is een plaats, toegewijd aan ruimteactiviteiten. Het kan (onderdeel van) een overheidsorganisatie zijn of een private onderneming.
Deze activiteiten kunnen zijn:
- Het doen van wetenschappelijk onderzoek
- Het fabriceren van grote delen van ruimtevaartuigen
- Het lanceren van ruimtevaartuigen
- Het controleren van ruimtevaartuigen

## Ruimtevaartcentra in de wereld
Dit is een incomplete lijst van ruimtevaartcentra per continent

### Afrika
- geen genoteerd

### Amerika
- Goddard Space Flight Center (Verenigde Staten)
- Jet Propulsion Laboratory (Verenigde Staten)
- John H. Chapman Space Center (Canada)
- Kennedy Space Center (Verenigde Staten)
- Lyndon B. Johnson Space Center (Verenigde Staten)
- Marshall Space Flight Center (Verenigde Staten)
- TELUS World of science, Edmonton (Canada)

### Azië
- Babakin Space Center (Rusland)
- China National Space Administration (China)
- Indian Space Research Organisation (India)
- Naro Space Center (Zuid-Korea)
- Satish Dawan Space Center (India)
- Space Applications Center (India)
- Tanegashima Space Center (Japan)
- Titov Main Test and Space Systems Control Center (Rusland)
- Uchinoura Space Center (Japan)
- Vikram Sarabhai Space Center (India)

### Europa
- British National Space Center (Verenigd Koninkrijk)
- Centre Spatial Guyanais (Frankrijk)
- Channes Madelieu Space Center (Frankrijk)
- European Space research and TEchnology Centre (Nederland)
- Euro Space Center (België)
- Europees Astronautencentrum (Duitsland)
- European Space Operation Center (Duitsland)
- Hubble European Space Agency Information Center (Duitsland)
- Leicester Space Center (Verenigd Koninkrijk)
- Norwegian Space Center (Noorwegen)
- Surrey Space Center (Verenigd Koninkrijk)
- Toulouse Space Center (Frankrijk)

### Oceanië
- geen genoteerd